# Trypanosoma
Genre
Trypanosomes (genre Trypanosoma), du grec τρυπανον / trypanon, « tarière ; forer, creuser », et σώμα / sōma, « corps », sont des organismes parasites de la classe des kinétoplastidés, de l'ordre des Trypanosomatida, de la famille des Trypanosomatidae. Il existe une vingtaine d'espèces infectant divers chordés, parmi lesquels l'humain, en provoquant des maladies, les trypanosomiases. La plupart de ces espèces sont transmises par des invertébrés hématophages comme des insectes ou des sangsues. Par exemple, Trypanosoma gambiense est transmis à l'humain par la mouche tsé-tsé (ou glossine) et entraîne la maladie du sommeil.
Les principaux travaux de Ferdinand Heckenroth ont porté sur l'étude clinique et épidémiologique du trypanosome africain, du paludisme et de la rage. Ferdinand Heckenroth a également rédigé des articles dans l'Encyclopédie Médico-Chirurgicale sur la fièvre jaune et l'amibe dysentérique.

## Cycle de vie
Les trypanosomes sont des organismes unicellulaires qui présentent un cycle de vie complexe qui inclut différentes formes morphologiques notamment chez les espèces transmises par les invertébrés. 

Ils peuvent traverser différentes formes chez l'hôte invertébré, mais chez l'hôte vertébré ils ont une forme particulière appelée « trypomastigote ». Les trypanosomes présentent en général un corps fusiforme. Ils possèdent un flagelle qui est relié au corps par une membrane ondulante. Ils se reproduisent de manière asexuée par fission binaire longitudinale.

## Espèces
Le genre Trypanosoma comprend les espèces suivantes (liste incomplète) :
- † Trypanosoma antiquus, fossile[1]
- Trypanosoma avium à l'origine de trypanosomiase des oiseaux.
- Trypanosoma brucei est l'agent de la nagana chez les équidés. Il n'infecte que les animaux.
- Trypanosoma gambiense n'infecte que les humains et est l'agent de la maladie du sommeil.
- Trypanosoma rhodesiense peut infecter humains comme animaux.
- Trypanosoma cruzi, est l'agent de la maladie de Chagas chez l'humain.
- Trypanosoma congolense provoque la nagana du bétail, des chevaux et chameaux.
- Trypanosoma equinum
- Trypanosoma equiperdum provoque la dourine du cheval.
- Trypanosoma evansi entraîne une forme de surra chez certains animaux.
- Trypanosoma hippicum
- Trypanosoma lewisi transmis par un autre parasite qui est la puce du rat.
- Trypanosoma megadermae
- Trypanosoma melophagium
- Trypanosoma percae, isolé du poisson Perca fluviatilis.
- Trypanosoma pessoai
- Trypanosoma rangeli
- Trypanosoma rotatorium chez les amphibiens.
- Trypanosoma simiae entraîne la nagana chez les animaux.
- Trypanosoma suis, qui cause différentes formes de surra.
- Trypanosoma theileri infectant les ruminants.
- Trypanosoma triglae
- Trypanosoma vespertilionis
- Trypanosoma vivax infectant les ruminants[2].